# Diane et Actéon (Corot)
Pour les articles homonymes, voir Diane et Actéon.
Diane et Actéon est un tableau mythologique de 1836 réalisé par l'artiste français Jean-Baptiste Camille Corot. Il représente une scène de l'histoire de Diane et Actéon d'après les Métamorphoses du poète romain Ovide. Actéon, un jeune chasseur, surprend la déesse Diane et ses nymphes se baignant nues dans les bois. Dans un accès de fureur, Diane le transforme en cerf, qui sera déchiqueté par ses propres chiens. Le tableau est également connu sous le titre Diane surprise dans son bain'.
L'œuvre fut exposée au Salon de 1836 au Louvre à Paris. Aujourd'hui, le tableau fait partie de la collection du Metropolitan Museum of Art de New York, qui l'a acquis en 1975.